# Баумгарт-Витан, Ига
Ига Баумгарт-Витан (пол. Iga Baumgart; род. 11 апреля 1989, Быдгощ, Польша) — польская легкоатлетка, специализирующаяся в беге на 400 метров. Чемпионка Европы в помещении 2017 года в эстафете 4×400 метров. Чемпионка Олимпийских игр 2020 в Токио.

## Биография
Тренируется под руководством своей мамы, Ивоны Баумгарт.
Высокие результаты стала показывать с юниорского возраста: в 2007 году выиграла чемпионат страны среди спортсменов до 20 лет в беге на 400 метров и участвовала в европейском первенстве. Представляла Польшу на молодёжных чемпионатах континента, но до медалей не добралась.
В 2012 году стала второй на национальном чемпионате с личным рекордом 52,75. Благодаря этому результату отобралась на Олимпийские игры в Лондоне, где выступила в эстафете 4×400 метров (сборная Польши не смогла пробиться в финал).
Бежала в предварительных забегах эстафеты на чемпионатах мира и Европы, в личном виде показала лучшее время в карьере на мировом первенстве 2015 года — 52,02.
В 2016 году во второй раз приняла участие в Олимпийских играх. В Рио-де-Жанейро Ига вместе с командой вышла в финал эстафеты 4×400 метров, где заняла седьмое место. После этих соревнований из-за частых травм планировала завершить карьеру, чтобы посвятить себя семье (в 2016 году Баумгарт вышла замуж), однако временно оставила эту мысль.
Зимой 2017 года улучшила личный рекорд в помещении более чем на 2 секунды, с 54,52 до 52,17. На чемпионате Европы в помещении повторить этот результат в личном виде не удалось, однако в эстафете Баумгарт показала лучшее время в команде, сделала решающий отрыв на своём третьем этапе, благодаря чему сборная Польши выиграла золотые медали.

## Основные результаты
| Год  | Турнир                          | Место проведения         | Дисциплина       | Место       | Результат |
| ---- | ------------------------------- | ------------------------ | ---------------- | ----------- | --------- |
| 2007 | Чемпионат Европы среди юниоров  | Хенгело, Нидерланды      | 400 м            | 12-е (заб.) | 54,69     |
| 2007 | Чемпионат Европы среди юниоров  | Хенгело, Нидерланды      | эстафета 4×400 м | 5-е         | 3.39,26   |
| 2009 | Чемпионат Европы среди молодёжи | Каунас, Литва            | 400 м            | 18-е (заб.) | 54,97     |
| 2009 | Чемпионат Европы среди молодёжи | Каунас, Литва            | эстафета 4×400 м | 6-е         | 3.33,49   |
| 2011 | Командный чемпионат Европы      | Стокгольм, Швеция        | эстафета 4×400 м | 9-е         | 3.35,65   |
| 2011 | Чемпионат Европы среди молодёжи | Острава, Чехия           | 400 м            | 18-е (заб.) | 54,53     |
| 2011 | Чемпионат Европы среди молодёжи | Острава, Чехия           | эстафета 4×400 м | 4-е         | 3.36,42   |
| 2012 | Чемпионат Европы                | Хельсинки, Финляндия     | эстафета 4×400 м | 8-е (заб.)  | 3.31,50   |
| 2012 | Олимпийские игры                | Лондон, Великобритания   | эстафета 4×400 м | 11-е (заб.) | 3.30,15   |
| 2013 | Чемпионат мира                  | Москва, Россия           | эстафета 4×400 м | 9-е (заб.)  | 3.29,75   |
| 2014 | Чемпионат Европы                | Цюрих, Швейцария         | эстафета 4×400 м | 5-е (заб.)  | 3.29,79   |
| 2015 | Чемпионат мира                  | Пекин, Китай             | 400 м            | 28-е (заб.) | 52,02     |
| 2016 | Чемпионат Европы                | Амстердам, Нидерланды    | эстафета 4×400 м | 2-е (заб.)  | 3.27,72   |
| 2016 | Олимпийские игры                | Рио-де-Жанейро, Бразилия | эстафета 4×400 м | 7-е         | 3.27,28   |
| 2017 | Чемпионат Европы в помещении    | Белград, Сербия          | 400 м            | 14-е (1/2)  | 53,76     |
| 2017 | Чемпионат Европы в помещении    | Белград, Сербия          | эстафета 4×400 м | 1-е         | 3.29,94   |